# Wybory parlamentarne w Izraelu w 2020 roku
Wybory parlamentarne w Izraelu do Knesetu XXIII kadencji odbyły się 2 marca 2020 roku.
We wrześniu 2019 odbyły się drugie w tym roku przyśpieszone wybory parlamentarne, który wyłoniły Kneset dwudziestej drugiej kadencji. Ponieważ w wyznaczonym terminie ani Binjaminowi Netanjahu z Likudu, ani przywódcy Niebiesko-Białych Beniemu Gancowi nie udało się sformować nowego rządu, 12 grudnia Kneset przegłosował samorozwiązanie. Nowe wybory parlamentarne zaplanowano na 2 marca 2020.

## Tło wydarzeń
Po przyspieszonych wyborach Niebiesko-Biali wraz z partnerami mogli liczyć na 55 mandatów w Knesecie, a Likud na 54, ale 10 deputowanych skupiającej partie arabskie Zjednoczonej Listy ogłosiło, że nie wejdzie w skład rządu, w związku z czym prezydent Reuwen Riwlin powierzył misję utworzenia rządu Netanjahu. 21 października Netanjahu ogłosił, że rezygnuje ze starań o utworzenie nowego rządu, gdyż Beni Ganc odmówił rozmów o utworzeniu rządu jedności narodowej, argumentując, że Netanjahu grożą zarzuty korupcyjne. Ponieważ w wyznaczonym terminie ani Binjaminowi Netanjahu z Likudu, ani przywódcy Niebiesko-Białych Beniemu Gancowi nie udało się sformować nowego rządu, 12 grudnia Kneset przegłosował samorozwiązanie. Nowe wybory parlamentarne zaplanowano na 2 marca 2020.
Beniego Ganca jako kandydata na premiera wskazali: Niebiesko-Biali (33 posłów), Zjednoczona Lista (bez Baladu, 10), Partia Pracy-Geszer (6), Obóz Demokratyczny (5). Dotychczasowego premiera Binjamina Netanjahu poparł macierzysty Likud (32) oraz Szas (9), Zjednoczony Judaizm Tory (7) i Jamina (7).

## System wyborczy

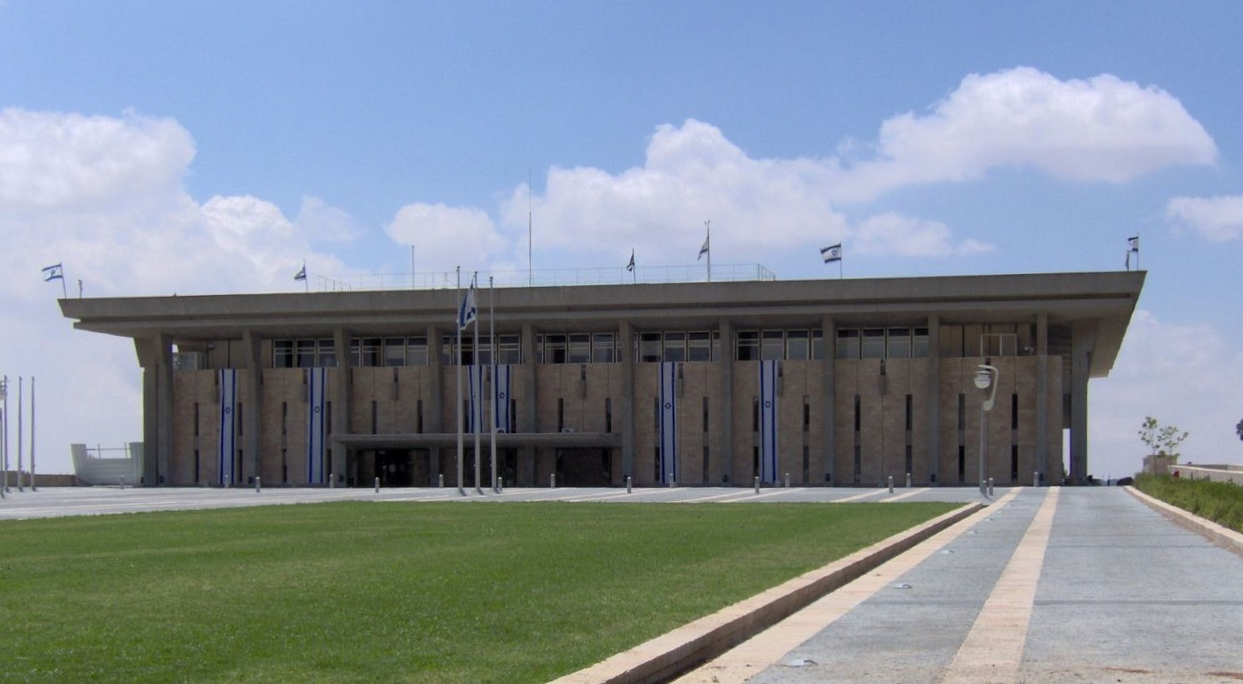
Budynek Knesetu

120 deputowanych do Knesetu wybieranych jest w ordynacji proporcjonalnej z zamkniętych list w jednym ogólnokrajowym okręgu wyborczym. Próg wyborczy w wyborach wynosi 3,25%. Prawo zgłaszania list kandydatów posiadają partie lub koalicje wyborcze, które zadecydowały o starcie w wyborach. Prawo partii politycznych z 1992 roku pozwala na start każdej partii, która nie neguje Państwa Izrael jako państwa żydowskiego i demokratycznego, nie podżega do rasizmu i nie wspiera lub nie bierze udziału w działalności przeciw niemu. Lista, która przekroczy próg wyborczy otrzymuje liczbę mandatów równą jej wyborczej sile. Dochodzi do tego poprzez podział ważnych głosów oddanych na listy, z wynikiem pozwalającym na przekroczenie progu, w celu ustalenia ile głosów było potrzebnych na otrzymanie jednego mandatu przez listę. Podział mandatów odbywa się metodą D’Hondta, która w Izraelu jest znana jako metoda Badera-Ofera od nazwisk posłów, którzy zaproponowali jej zastosowanie (Jochanan Bader i Awraham Ofer).
W celu zwiększenia swoich szans na zdobycie większej ilości mandatów partie mogą podpisać tzw. porozumienia o nadwyżce głosów. W myśl prawa porozumienie to zawiera się między dwoma partiami w celu podziału głosów, które nie wystarczyły na zdobycie kolejnego mandatu. Na tej zasadzie mniejsza partia przekazuje swoją nadwyżkę większej partii, z którą zawarła porozumienie. Podział głosów rozwiązuje się wtedy, dzieląc całkowitą liczbę ważnych głosów przyznanych obu listom w parach, które zawarły takie porozumienie, przez liczbę miejsc przyznanych obu listom, plus 1. Para list o najwyższym wskaźniku otrzymuje nadwyżkę miejsca.

## Listy wyborcze

### Jamina(Nowa Prawica,Żydowski Dom,Unia Narodowa)
Oto kandydaci listy Jamina:
| 1. Naftali Bennett (Nowa Prawica) 2. Rafi Perec (Unia Partii Prawicowych-Żydowski Dom) 3. Ajjelet Szaked (Nowa Prawica) 4. Becalel Smotricz (Unia Partii Prawicowych-Unia Narodowa) 5. Matan Kahana (Nowa Prawica) 6. Ofir Sofer (Unia Partii Prawicowych-Unia Narodowa) 7. Idit Silman (Unia Partii Prawicowych-Żydowski Dom) 8. Sara Bak-Dor (Achi) 9. Szirli Pinto (Nowa Prawica) 10. Orit Struk (Unia Partii Prawicowych-Unia Narodowa) 11. Moti Jogew (Unia Partii Prawicowych-Żydowski Dom) 12. Szuli Mu’alem (Nowa Prawica) 13. Josi Kohen (Unia Partii Prawicowych-Unia Narodowa) 14. Szaj Mimun (Nowa Prawica) 15. Eli Ben-Dahan (Unia Partii Prawicowych-Żydowski Dom) 16. Roni Sasower (Nowa Prawica) |

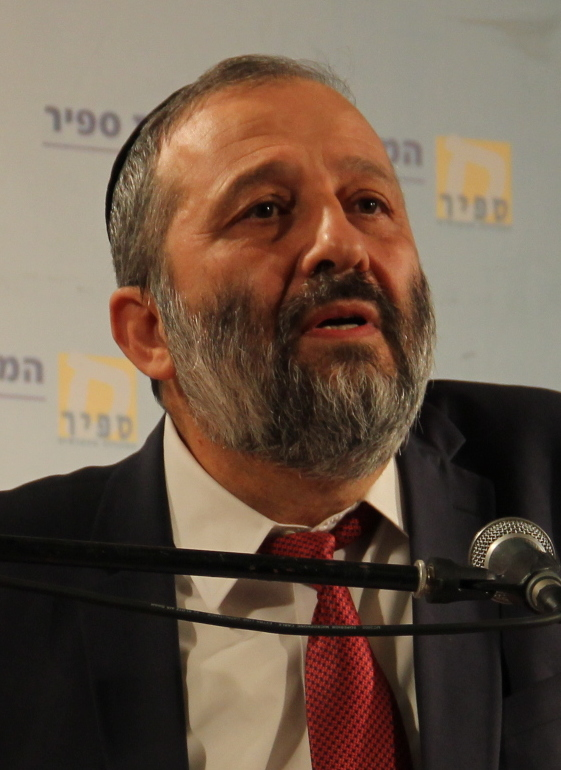
Arje Deri

### Szas

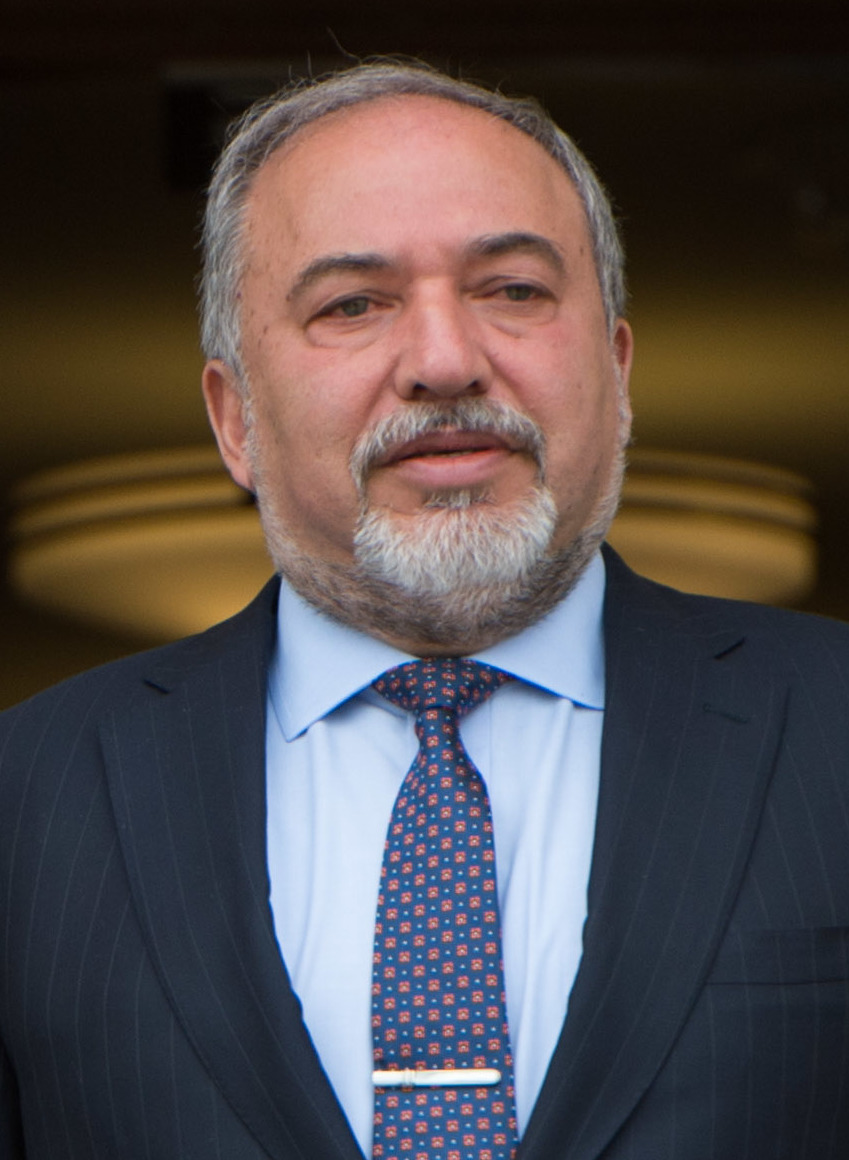
Awigdor Lieberman

Oto lista kandydatów Szasu:
| 1. Arje Deri 2. Jicchak Kohen 3. Meszullam Nahari 4. Ja’akow Margi 5. Jo’aw Ben Cur 6. Micha’el Malchieli 7. Mosze Arbel 8. Jinnon Azulaj 9. Mosze Abutbul 10. Menachem Uri’el Boso 11. Baruch Bara Gachzi 12. Josi Tijew 13. Ja’akow Zeharjahu 14. Nehoraj Lachjani 15. Natanel Chajak 16. Ja’akow Cadaka 17. Jonatan Miszarki 18. Li’or Sza’ir 19. Mosze Kajkow 20. Elchanan Zwulun |

### Nasz Dom Izrael
Oto lista kandydatów Naszego Domu Izrael:

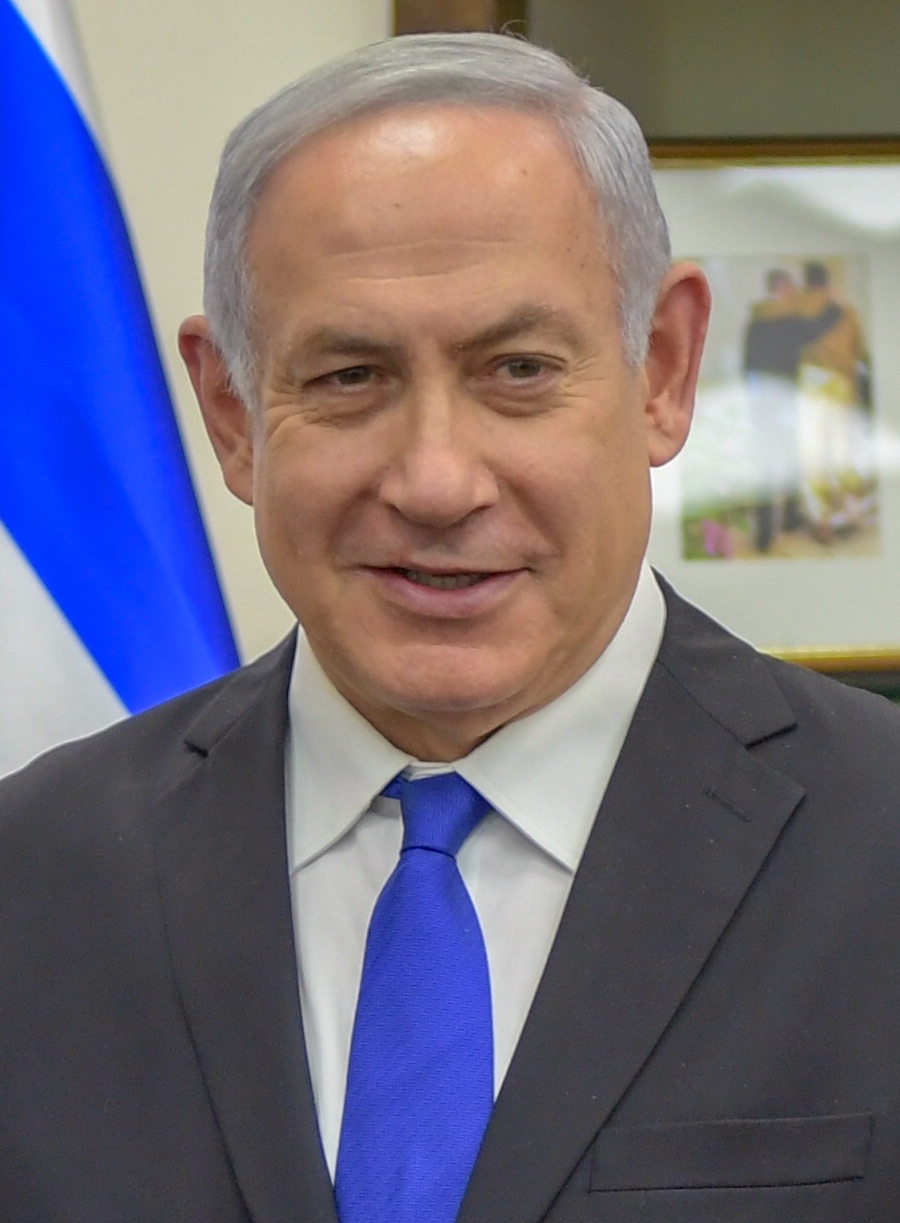
Binjamin Netanjahu

| 1. Awigdor Lieberman 2. Oded Forer 3. Jewgienij Sowa 4. Eli Awidar 5. Julia Malinowski 6. Hamad Amar 7. Aleks Kuszner 8. Mark Jefremow 9. Telem Magen 10. Alina Berdach-Jalow |

### Likud

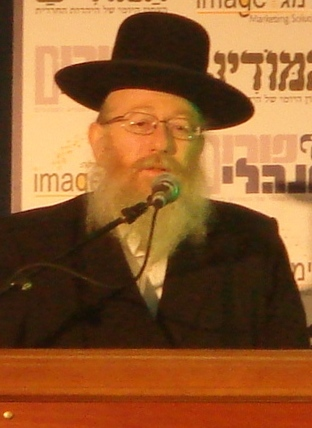
Ja’akow Litzman

Oto kandydaci Likudu:
| 1. Binjamin Netanjahu 2. Juli-Jo’el Edelstein 3. Jisra’el Kac 4. Gilad Erdan 5. Gide’on Sa’ar 6. Miri Regew 7. Jariw Lewin 8. Jo’aw Galant 9. Nir Barkat 10. Gila Gamli’el 11. Awi Dichter 12. Ze’ew Elkin 13. Chajjim Kac 14. Eli Kohen 15. Cachi Hanegbi 16. Ofir Akunis 17. Juwal Steinitz 18. Cippi Chotoweli 19. Dawid Amsalem 20. Desta Jewarkan 21. Amir Ochanna 22. Ofir Kac 23. Etti Chawa Atijja 24. Jo’aw Kisz 25. Dawid Bitan 26. Keren Barak 27. Szelomo Karaj 28. Miki Zohar 29. Jifat Szasza-Bitton 30. Szaren Haskel 31. Michal Szir Segman 32. Katrin Szitrit 33. Fatin Mulla 34. Maj Golan 35. Tali Ploskow 36. Uzzi Dajan 37. Ari’el Kelner 38. Osnat Hilla Mark 39. Amit Halewi 40. Nissim Waturi |

### Zjednoczony Judaizm Tory–Degel ha-Tora
Oto lista kandydatów wspólnej listy Degel ha-Tora i Zjednoczonego Judaizmu Tory:
| 1. Ja’akow Litzman (Agudat Israel) 2. Mosze Gafni (Sztandar Tory) 3. Me’ir Porusz (Agudat Israel) 4. Uri Maklew (Sztandar Tory) 5. Ja’akow Tesler (Agudat Israel) 6. Ja’akow Aszer (Sztandar Tory) 7. Jisra’el Eichler (Agudat Israel) 8. Jicchak Ze’ew Pindrus (Sztandar Tory) 9. Elijahu-Lejb Chasid (Agudat Israel) 10. Elijahu Baruchi (Sztandar Tory) 11. Binjamin Herszer (Agudat Israel) 12. Dawid Ochana (Sztandar Tory) 13. Naftali Glicki (Agudat Israel) 14. Ichcak Rajch (Sztandar Tory) 15. Reuwen Brajsz (Agudat Israel) |

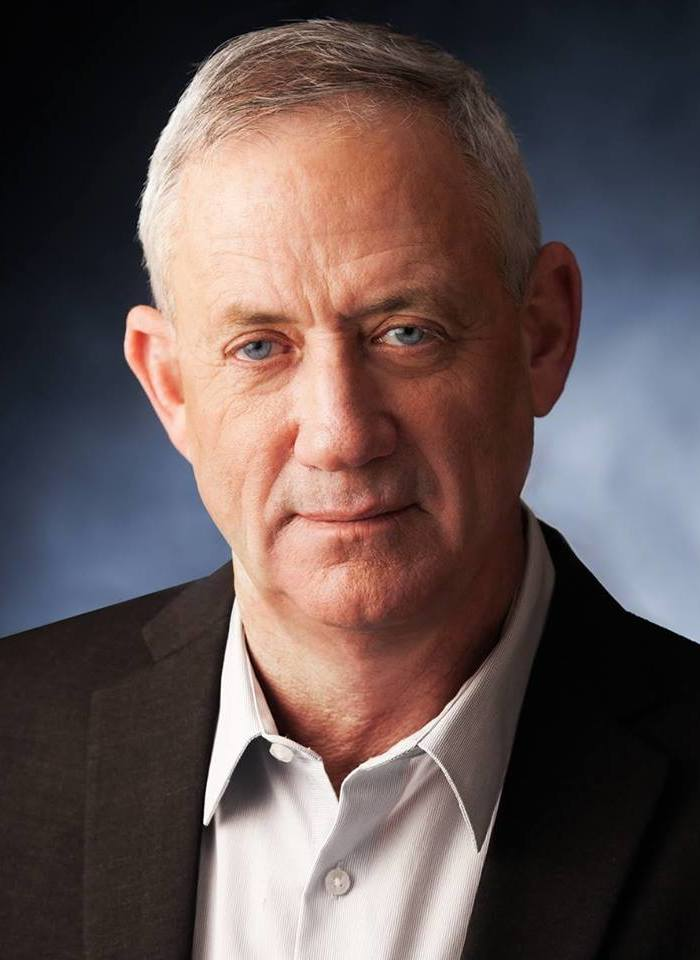
Beni Ganc

### Niebiesko-Biali
Oto lista kandydatów Niebiesko-Białych:

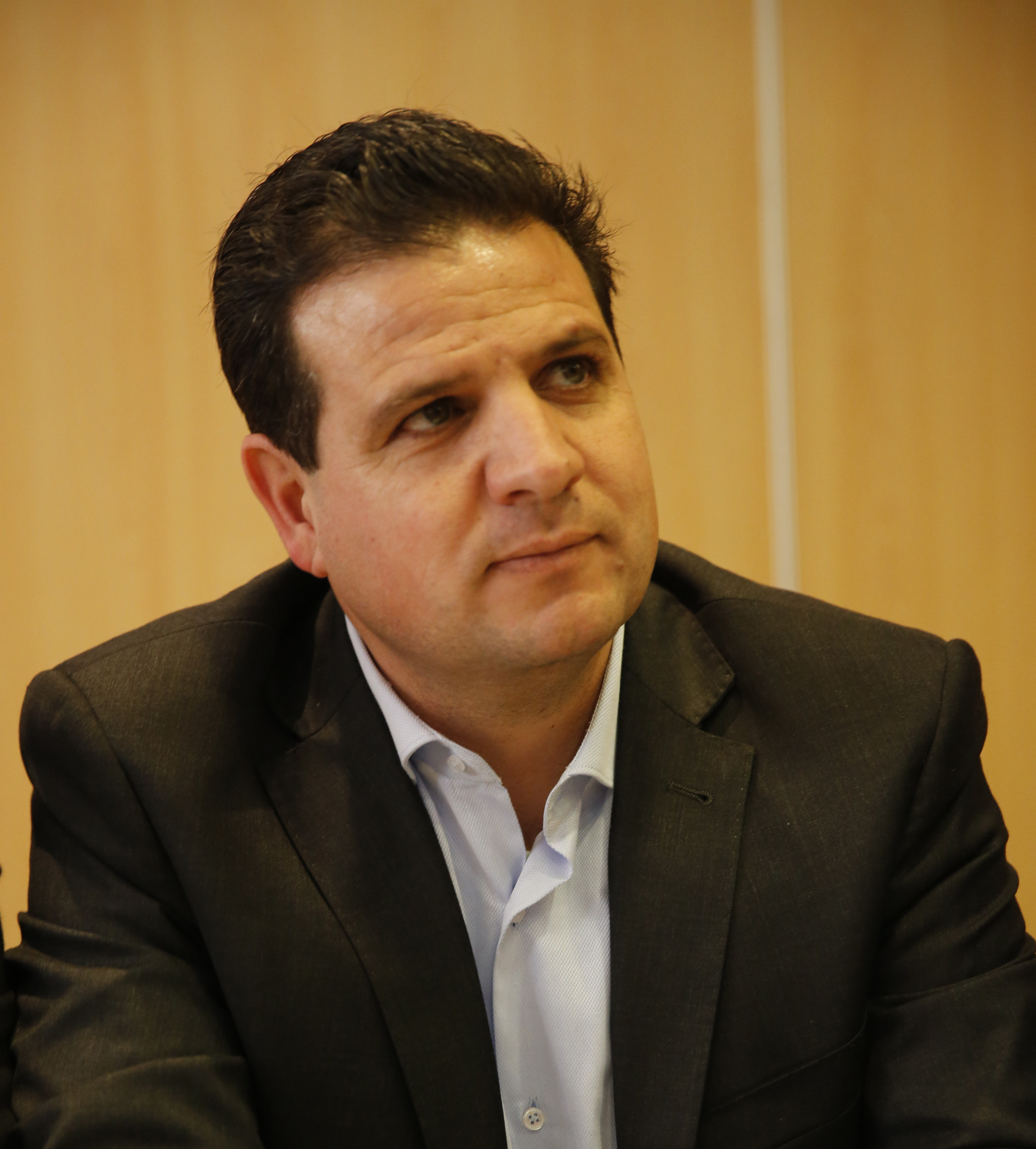
Ajman Auda

| 1. Beni Ganc 2. Ja’ir Lapid 3. Mosze Ja’alon 4. Gabi Aszkenazi 5. Awi Nissenkorn 6. Me’ir Kohen 7. Miki Chajjimowicz 8. Ofer Szelach 9. Jo’az Hendel 10. Orna Barbiwaj 11. Micha’el Biton 12. Jechi’el Mosze Troper 13. Ja’el German 14. Cewi Hauzer 15. Orit Farkasz-Hakohen 16. Karin Elharrar 17. Meraw Kohen 18. Jo’el Razwozow 19. Asaf Zamir 20. Jizhar Szaj 21. Elazar Sztern 22. Miki Lewi 23. Omer Jankielewicz 24. Penina Tamanu 25. Ghadir Marih 26. Ram Ben-Barak 27. Alon Szuster 28. Jo’aw Segalowicz 29. Ram Szefa 30. Bo’az Toporowski 31. Orli Fruman 32. Eitan Ginzburg 33. Gadi Jewarkan 34. Idan Rol 35. Jora’i Lahaw-Hercano 36. Michal Wansz 37. Enaw Kabala 38. Thila Fridman 39. Hila Szaj Wazan 40. Ja’el Ron Ben-Mosze |

### Zjednoczona Lista(Hadasz,Ra’am,Ta’al,Balad)

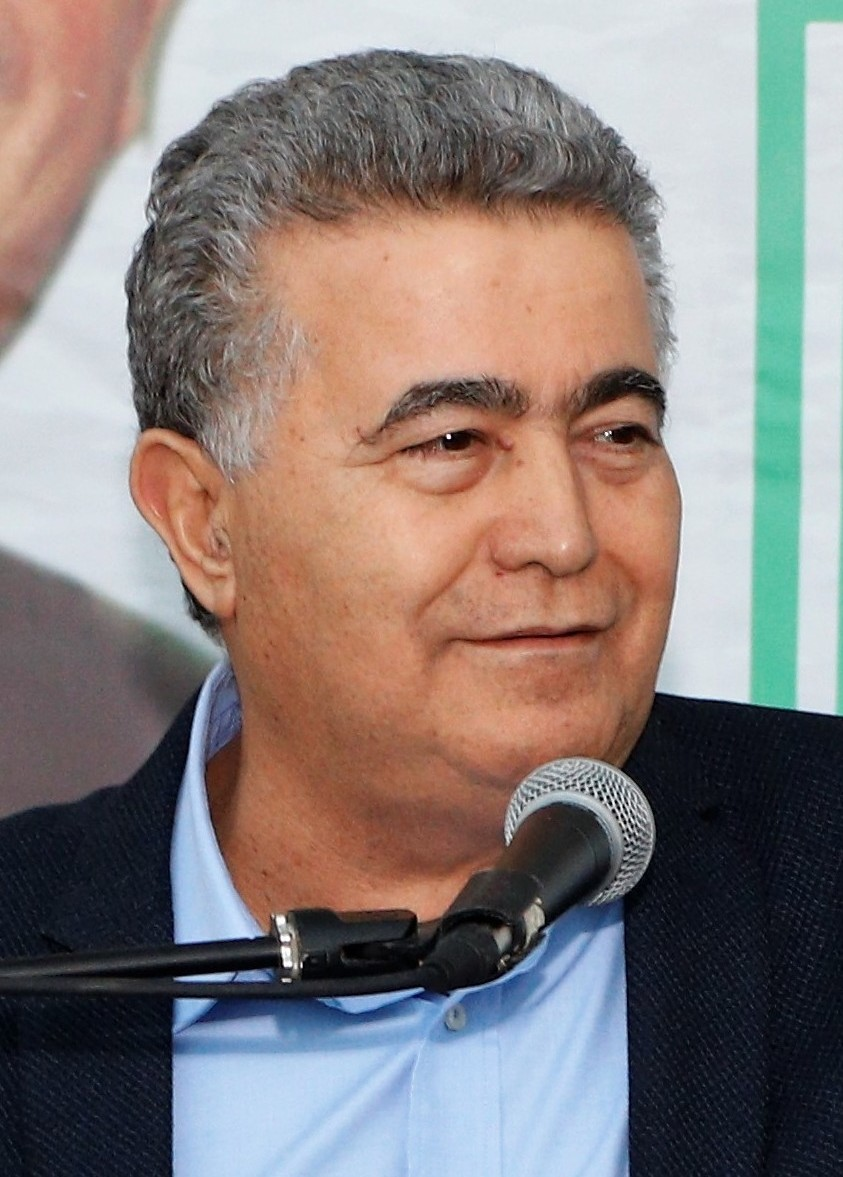
Amir Perec

Oto kandydaci Zjednoczonej Listy:
| 1. Ajman Auda (Hadasz) 2. Metanes Szechade (Balad) 3. Ahmad at-Tajjibi (Ta’al) 4. Mansur Abbas (Ra’am) 5. Ajida Tuma-Sulajman (Hadasz) 6. Walid Taha (Ra’am) 7. Ofer Kasif (Hadasz) 8. Hiba Jazbak (Balad) 9. Usama Sadi (Ta’al) 10. Jusuf Dżabarin (Hadasz) 11. Sa’id Alcharumi (Ra’am) 12. Dżabar Asatra (Hadasz) 13. Sami Abu Szechade (Balad) 14. Sundos Salach (Ta’al) 15. Iman Chatib (Ra’am) 16. Jusuf Atawina (Hadasz) |

### Ha-Awoda(Partia Pracy) –Geszer–Merec
Oto kandydaci wspólnej listy Partii Pracy, Geszeru i Mereca:

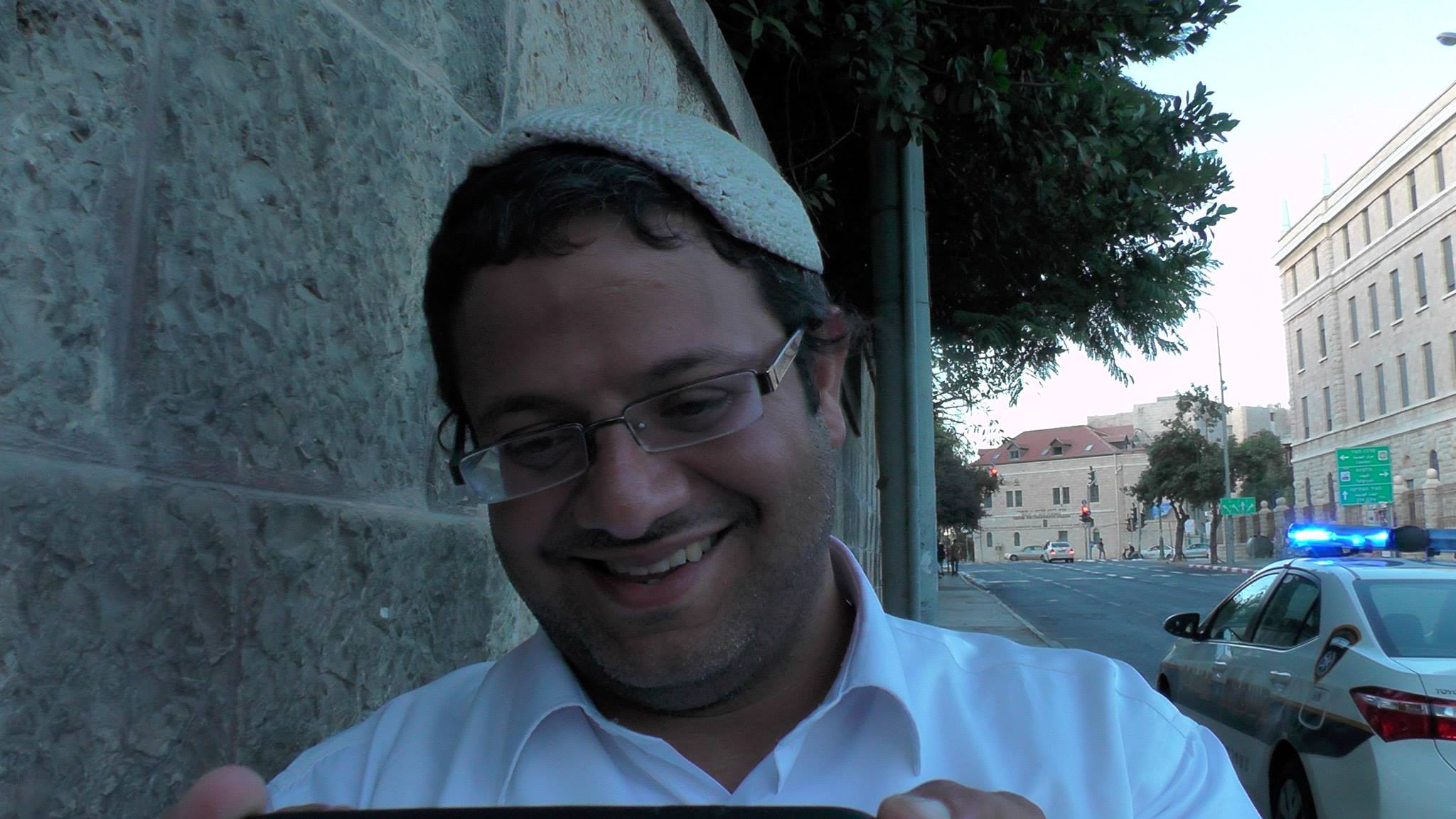
Itamar Ben Gwir

| 1. Amir Perec (Partia Pracy) 2. Orli Lewi-Abekasis (Geszer) 3. Niccan Horowic (Merec) 4. Tamar Zandberg (Merec) 5. Icchak Szmuli (Partia Pracy) 6. Meraw Micha’eli (Partia Pracy) 7. Ja’ir Golan (Merec) 8. Ilan Gilon (Merec) 9. Omer Bar-Lew (Partia Pracy) 10. Rewital Swid (Partia Pracy) |

### Żydowska Siła
Oto kandydaci Żydowskiej Siły:
| 1. Itamar Ben-Gwir 2. Icchak Waserlauf 3. Adwa Biton 4. Icchak Krojzer 5. Ja’akow Amar |

## Wyniki

### Wynikiexit poll
|          | Likud | Niebiesko-Biali | Zjednoczona Lista | Szas | Zjednoczony Judaizm Tory–Degel ha-Tora | Jamina | Partia Pracy–Geszer–Merec | Nasz Dom Izrael |
| -------- | ----- | --------------- | ----------------- | ---- | -------------------------------------- | ------ | ------------------------- | --------------- |
| Kanał 13 | 37    | 32              | 14                | 9    | 8                                      | 6      | 6                         | 8               |
| Kanał 12 | 37    | 33              | 14                | 9    | 7                                      | 7      | 7                         | 6               |
| Kan      | 36    | 33              | 15                | 9    | 8                                      | 7      | 6                         | 6               |

Legenda:
Kolor niebieski – potencjalny blok prawicowo-religijny,
Kolor khaki – potencjalny blok centrolewicowy,
Kolor zielony – partia arabska, postrzegana jako potencjalny koalicjant bloku centrolewicowego,
Kolor szary – Nasz Dom Izrael jest partią, która zdeklarowała się, iż nie wejdzie w koalicję ani z Likudem, ani z blokiem, w którym będą Arabowie.
Źródło: Exit polls show Netanyahu poised to retain premiership, with 60 seats for right, „The Times of Israel”, 02.03.2020 [Dostęp: 02.03.2020].

### Oficjalne wyniki
Liczba uprawnionych do głosowania wynosiła 6 453 255 osób. Frekwencja wyborcza wynosiła 71,52%.
|  | Partia                                                 | Głosy     | %      | Miejsca | +/- | Przywódca                                                     |
|  | ------------------------------------------------------ | --------- | ------ | ------- | --- | ------------------------------------------------------------- |
|  | Likud                                                  | 1 352 449 | 29,46% | 36      | 4   | Binjamin Netanjahu                                            |
|  | Niebiesko-Biali (Moc Izraela, Telem i Jest Przyszłość) | 1 220 381 | 26,59% | 33      |     | Beni Ganc, Ja’ir Lapid, Mosze Ja’alon                         |
|  | Zjednoczona Lista                                      | 581 507   | 12,67% | 15      | 2   | Ajman Auda                                                    |
|  | Szas                                                   | 352 853   | 7,69%  | 9       |     | Arje Deri                                                     |
|  | Zjednoczony Judaizm Tory–Degel ha-Tora                 | 274 437   | 5,98%  | 7       |     | Ja’akow Litzman, Mosze Gafni                                  |
|  | Partia Pracy-Geszer-Merec                              | 267 480   | 5,83%  | 7       | 1   | Amir Perec, Orli Lewi-Abekasis, Niccan Horowic                |
|  | Nasz Dom Izrael                                        | 263 365   | 5,74%  | 7       | 1   | Awigdor Lieberman                                             |
|  | Jamina (Nowa Prawica, Żydowski Dom i Unia Narodowa)    | 240 689   | 5,24%  | 6       | 1   | Ajjelet Szaked, Naftali Bennett, Rafi Perec, Becalel Smotricz |
|  | Żydowska Siła                                          | 19 402    | 0,42%  | 0       |     | Itamar Ben-Gewir                                              |
|  | Ocma Liberalit                                         | 3 781     | 0,08%  | 0       |     |                                                               |
|  | Kol ha-Naszim                                          | 2 773     | 0,06%  | 0       |     |                                                               |
|  | Partia Piratów                                         | 1 473     | 0,03%  | 0       |     |                                                               |
|  | Inne partie                                            | 9 472     | 0,21%  | 0       |     |                                                               |
|  | Suma                                                   | 4 589 820 |        | 120     |     |                                                               |

Źródło: תוצאות האמת של הבחירות לכנסת ה-23, Kneset [Dostęp: 08.03.2020]; R. Wootliff, Final election results delayed due to ‘extra checks’ in some 20 polling stations, "The Times of Israel" [Dostęp: 05.03.20202].

### Posłowie
| Partia                                 | Imiona i nazwiska |
| -------------------------------------- | --- |
| Likud                                  | Binjamin Netanjahu, Juli-Jo’el Edelstein, Jisra’el Kac, Gilad Erdan, Gide’on Sa’ar, Miri Regew, Jariw Lewin, Jo’aw Galant, Nir Barkat, Gila Gamli’el, Awi Dichter,Ze’ew Elkin, Chajjim Kac, Eli Kohen, Cachi Hanegbi, Ofir Akunis, Juwal Steinitz, Cippi Chotoweli, Dawid Amsalem, Desta Jewarkan, Amir Ochanna, Ofir Kac, Etti Chawa Atijja, Jo’aw Kisz, Dawid Bitan, Keren Barak, Szelomo Karaj, Miki Zohar, Jifat Szasza-Bitton, Szaren Haskel, Michal Szir Segman, Katrin Szitrit, Fatin Mulla, Maj Golan, Tali Ploskow, Uzzi Dajan |
| Niebiesko-Biali                        | Beni Ganc, Ja’ir Lapid, Mosze Ja’alon, Gabi Aszkenazi, Awi Nissenkorn, Me’ir Kohen, Miki Chajjimowicz, Ofer Szelach, Jo’az Hendel, Orna Barbiwaj, Micha’el Biton, Jechi’el Mosze Troper, Ja’el German, Cewi Hauzer, Orit Farkasz-Hakohen, Karin Elharrar, Meraw Kohen, Jo’el Razwozow, Asaf Zamir, Jizhar Szaj, Elazar Sztern, Miki Lewi, Omer Jankielewicz, Penina Tamanu, Ghadir Marih, Ram Ben-Barak, Alon Szuster, Jo’aw Segalowicz, Ram Szefa, Bo’az Toporowski, Orli Fruman, Eitan Ginzburg, Gadi Jewarkan                        |
| Zjednoczona Lista                      | Ajman Auda (Hadasz), Metanes Szechade (Balad), Ahmad at-Tajjibi (Ta’al), Mansur Abbas (Ra’am), Ajida Tuma-Sulajman (Hadasz), Walid Taha (Ra’am), Ofer Kasif (Hadasz), Hiba Jazbak (Balad), Usama Sadi (Ta’al), Jusuf Dżabarin (Hadasz), Sa’id Alcharumi (Ra’am), Dżabar Asatra (Hadasz), Sami Abu Szechade (Balad), Sundos Salach (Ta’al), Iman Chatib (Ra’am) |
| Szas                                   | Arje Deri, Jicchak Kohen, Meszullam Nahari, Ja’akow Margi, Jo’aw Ben Cur, Micha’el Malchieli, Mosze Arbel, Jinnon Azulaj, Mosze Abutbul |
| Zjednoczony Judaizm Tory–Degel ha-Tora | Ja’akow Litzman (Agudat Israel), Mosze Gafni (Sztandar Tory), Me’ir Porusz (Agudat Israel), Uri Maklew (Sztandar Tory), Ja’akow Tesler (Agudat Israel), Ja’akow Aszer (Sztandar Tory), Jisra’el Eichler (Agudat Israel) |
| Partia Pracy-Geszer-Merec              | Amir Perec (Partia Pracy), Orli Lewi-Abekasis (Geszer), Niccan Horowic (Merec), Tamar Zandberg (Merec), Icchak Szmuli (Partia Pracy), Meraw Micha’eli (Partia Pracy), Ja’ir Golan (Merec) |
| Nasz Dom Izrael                        | Awigdor Lieberman, Oded Forer, Jewgienij Sowa, Eli Awidar, Julia Malinowski, Hamad Amar, Aleks Kuszner |
| Jamina                                 | Naftali Bennett (Nowa Prawica), Rafi Perec (Unia Partii Prawicowych-Żydowski Dom), Ajjelet Szaked (Nowa Prawica), Becalel Smotricz (Unia Partii Prawicowych-Unia Narodowa), Matan Kahana (Nowa Prawica), Ofir Sofer (Unia Partii Prawicowych-Unia Narodowa) |